# Aulacorhynchus
Aulacorhynchus és un gènere d'ocells de la família dels ramfàstids (Ramphastidae).

## Llista d'espècies
Aquest gènere està format per 13 espècies:
- tucanet gorjagrís (Aulacorhynchus albivitta).
- tucanet gorjanegre (Aulacorhynchus atrogularis).
- tucanet gorjablau (Aulacorhynchus caeruleogularis).
- tucanet becgroc (Aulacorhynchus calorhynchus).
- tucanet de bandes blaves (Aulacorhynchus coeruleicinctis).
- tucanet becnegre (Aulacorhynchus cyanolaemus).
- tucanet de Derby (Aulacorhynchus derbianus).
- tucanet de carpó vermell (Aulacorhynchus haematopygus).
- tucanet cellagroc (Aulacorhynchus huallagae).
- tucanet maragda (Aulacorhynchus prasinus).
- tucanet bec-estriat (Aulacorhynchus sulcatus).
- tucanet de Wagler (Aulacorhynchus wagleri).
- tucanet dels tepuis (Aulacorhynchus whitelianus).